# Роберт Росс
Роберт Болдвін Росс (англ. Robert Baldwin "Robbie" Ross; 25 травня 1869 р.  –  5 жовтня 1918 р.) — канадський журналіст, мистецький критик та арт-дилер. Насамперед відомий завдяки своїм стосункам з Оскаром Вайлдом, якому доводився відданим другом, коханцем та літературним душоприказником. Онук канадського реформатора Роберта Болдвіна та син Джона Росса та Августи Елізабет Болдвін. Росс вважався наріжною постаттю у лондонському літературно-мистецькому середовищі з середини 1890-х. Також відомий як наставник кількох письменників, серед яких Зігфрід Сассун. Його відкрита гомосексуальність, в період, коли це було незаконно, спричинила йому багато негараздів.

## Біографія
Батько, Джон Росс, народився в Ірландії, більшу частину життя провів у Канаді, де став юристом, а 1853 року навіть обіймав посаду генерального прокурора, у 1853—1862 роках працював як президент чавунної компанії «Ґренд Транк Рейлвей». Мати Росса, Августа Елізабет Болдвін, була дочкою прем'єр-міністра західної Канади Роберта Болдвіна. Роберт мав дві сестри та двох братів. Початкову освіту отримав у престижній школі Сендрайд у Суреї, де виявив себе здібним учнем, особливо у царині античної літератури й мистецтва. Вважається, що саме там отримав свій перший гомосексуальний досвід. У тринадцятирічному віці вступив на класичне відділення у Грифтан-коледж, але мати вирішила, що син занадто слабкий, щоб навчатися у школі, а тому наступні два роки він навчався вдома. Брат Алек, який та той час уже закінчив Кембридж, почав залучати Роберта до літературного кола Лондона. Саме у цей час Росс і познайомився з Оскаром Вайлдом, однак обставини їхнього знайомства невідомі.
Невдовзі після знайомства, сімнадцятирічний Роберт спокусив Вайлда, але їхній зв'язок тривав недовго. 1888 року Роберт вступив до Кінг-коледжу. Одним і з викладачів історії там був Оскар Бравнінг, який досить таки багато допомагав Россу. Однокурсники не любили Росса, можливо, через те, як він себе поводив і його сміливі статті в університетському часописі. У березні 1889 року група з шести людей напала на Росса і скинула його до фонтану на подвір'ї коледжу. У Росса стався нервовий зрив (особливо коли йому стало відомо, що його кривдників не покарають), і сім'я забрала його додому. Як результат, він вирішив залишити навчання в університеті.
Водночас у сім'ї зауважили гомосексуальність Роберта і вирішили відіслати його якомога далі від спокус Лондона. Росс переїхав до Едінбурга, де працював у часописі «Scott Observer» («Шотландський оглядач»). Тоді ж вийшло його оповідання під назвою «Як ми загубили книжку Яшера» (How we Lost the Book of Jasher), одне з багатьох оповідань, які він написав за своє життя.
Написавши передмову до перевидання роману «Мельмот-блукач» Ч. Р. Метьюріна, Росс надіслав її відомому і впливовому критику Едмонду Госу, жадаючи звернути на себе увагу. Невдовзі Гос став добрим другом Росса. Крім того, Росс познайомився з Обрі Бердслі та Вільямом Ратенштейном, з яким також підтримував спілкування.
Коли 1895 року Оскар Вайлд подав до суду на маркіза Квінсбері, батька Альфреда Дуґласа, Робер Росс намагався відмовити його від такого вчинку. Після арешту письменника, саме Росс забрав з будинку Вайлда деякі речі, рукописи й приватні папери, аби вони не з'явилися на суді як компромат. Після багатьох настирливих прохань матері, Росс покинув Англію і поселився у Калі, звідки слідкував за подальшим ходом подій з газет. 25 травня Вайлду винесено вирок, того ж дня Роберт довідався про смерть дружини свого брата Джека і повернувся в Англію. Росс відвідав Вайлда у в'язниці і допомагав його владнати фінансові проблеми.
1897 року Вайлд вийшов з в'язниці та поїхав до Франції, де на нього чекав Росс. Протягом декількох місяців Вайлд навіть не згадував Дуґласа, але невдовзі стало відомо, що їхня зустріч неминуча. Попри всі аргументи друзів, у вересні Вайлд поїхав до Дуґласа у Неаполь, що змусило Росса чи не вперше в житті втратити терпіння і закидати Вайлда злісними листами. Помирилися вони лише через декілька місяців.
Водночас різко погіршилося здоров'я ще одного Россового друга — Обрі Бердслі, який хворів на сухоти. Невдовзі після його смерті Росс написав йому панегірик, який увійшов до видання комедії Бена Джонсона «Вальпоне» з малюнками Бердслі. У травні Росс допоміг матері й сестрі Бердслі організувати поминальну месу в єзуїтській капелі та оплатив половину видатків.
У жовтні 1900 року Оскар Вайлд сильно захворів і попросив Росса приїхати до нього. Разом із Реджинальдом Тернером Росс залишався з Вайлдом до самої смерті, знайшов священнослужителя, який, згідно з бажанням письменника, охрестив і помазав його, а після смерті зайнявся розв'язанням усіх фінансових проблем, організацією похорону і відповідями на листи співчуття. На похороні Вайлда Росс обмінявся з Дуґласом, який не навідав письменника під час хвороби, але взяв на себе роль головного плакальника, декількома різкими фразами.
Після повернення до Лондона, Росс обійняв посаду адміністратора у галереї «Карфакс». Саме у цій галереї відбулася виставка сатиричних малюнків Макса Бірбама. Крім цього, Росс займався літературним спадком Вайлда, офіційно ставши його душоприказником. Рішуче налаштований Росс вірив у те, що з часом творчість Вайлда займе важливе місце на літературній та театральній сцені, і тоді всі прибутки отримуватимуть сини письменника — Сиріл і Вівіян Голанди. Росс швидко став важливою постаттю у мистецькому світі. 1903 року у «Карфаксі» пройшла вельми поспішна вистава Роджера Фрая, критика і митця, після чого «Карфакс» отримав репутацію респектабельного місця, до якого постійно навідувалися знавці мистецтва.
Протягом наступних років Росс скрупульозно займався проблемами літературного спадку Вайлда. 1905 року у Дрездені відбулася прем'єра славнозвісної опери «Саломея» Ріхарда Штрауса. 1906 року відбулося анулювання банкрутства Вайлда, і весь прибуток від авторських прав почали отримувати Сиріл і Вівіян. Завдяки Россу у 1908 році почав виходити 12-томник творів Вайлда, а прах самого письменника перевезено на цвинтар Пер-Лашез. Надгробний пам'ятник Росс замовив у скульптора Джейкоба Епштейна. 1908 рік завершився тріумфом для Росса: 1 грудня у легендарному готелі «Рітц» зібралося понад сто п'ятдесят гостей, щоб подякувати Россу за всю його працю над відбілюванням репутації Вайлда як видатного письменника.
1909 року вийшла перша книжка Росса — «Обрі Бердслі», яка присвячувалася відомому художнику. У вересні того ж року вийшла ще одна книжка, «Маски й фрази» (Masques and Phases) — збірка есеїв, статей і коротких оповідань (одну зі статей книги знову ж таки присвячено творчості Бердслі та має підзаголовок «Погляд у минуле»).
На початку 1910-х років Росс пройшов крізь ряд судових процесів. Ініціатором деяких з них виступав Альфред Дуґлас: він подавав до суду на біографа Вайлда Ренсама, який використав у своїх творах текст «De Profundis», а також на Росса, обвинувативши його у гомосексуальності. Першу справу Дуґлас програв, а другу справу закрили, як і справу Кросленда, які обвинувачували Росса у злісному переслідуванні (Росс раніше подавав до суду на Дуґласа за наклеп). За Росса заступилися Герберт Велз, Вівіян Голанд та Едмунд Гос.
Останні роки життя Росса пов'язані з поетом Зігфрідом Сассуном. Росс ставився до Сассона як наставник — підтримував його морально, давав притулок, вводив у літературні кола і знайомив з письменниками (Гербертом Велзом, Арнольдом Беннеттом). Сассун багато написав про Росса у своїй автобіографії «Подорож Зіґфріда» (Siegfried's Journey, 1945).
На початку 1918 року Росс захворів; 5 жовтня він повернувся після обіду з друзями й сказав, що у нього болить у грудях і що він трохи відпочине. Коли прийшли кликати його до вечері, він вже був мертвий. Причиною смерті стала втрата свідомості, викликана хронічним бронхітом і гастритом. Згідно з заповітом, тіло Росса кремували, а 1950 року урну з його прахом привезли до Парижа і поховали у спеціальному заглибленні у пам'ятнику Оскара Вайлда — уже замовляючи пам'ятник в Епштейна, Росс вирішив, що його прах лежатиме поруч з прахом друга.
Зігфрід Сассун у вищезгаданій біографії написав: «Відпочиваючи перед вечерею, він помер — у нього зупинилось серце. І, думаю, доречно буде сказати, що це був єдиний випадок, коли серце його підвело».